# Kringeltjärnen, Västmanland
Kringeltjärnen är en sjö i Lindesbergs kommun i Västmanland och ingår i Norrströms huvudavrinningsområde. Sjön är 5 meter djup, har en yta på 0,0087 kvadratkilometer och är belägen 288 meter över havet.